# Гаспароне (фільм, 1975)
«Гаспароне» — радянський телефільм-спектакль 1975 року, екранізація однойменної оперети Карла Міллекера, написаної в 1884 році. Російський переклад лібрето: Марк Ярон і Володимир Поляков.

## Сюжет
У невелике італійське портове містечко приїжджає Ермініо, студент з Мілана. Старий приятель Карло, господар корчми, повідомляє йому, що місцевий губернатор збирається одружити свого непутящого синка на багатій вдові, красуні Шарлотті. Але в Шарлотту закоханий сам Ермініо. Щоб розладнати весілля, хитромудрий Карло використовує чутки про зловісного морського розбійника Гаспароне — чутки, які сам Карло і розпускає. За допомогою Карло Ермініо організовує уявний напад розбійників, обводить навколо пальця губернатора і завойовує серце Шарлотти.

## У ролях
- Тимофій Співак — Ермініо
- Нонна Терентьєва — графиня Шарлотта
- Всеволод Якут — губернатор
- Володимир Михайловський — Карло, господар корчми
- Інна Ліщинська — Зора, дружина Карло
- Віра Алтайська — Зиновія
- Володимир Карнишов — помічник Карло

Вокальні партії виконують: Ольга Аматова, Данило Дем'янов, Кіра Шеляховська, Микола Бєлугін, Марина Клєщова.

## Знімальна група
- Режисер — Микола Хробко
- Оператор — Марат Ларін
- Композитор — Карл Мілльокер
- Художник — Ельвіра Савіна